# Evan Daugherty
Evan Daugherty, né le 7 avril 1981 à New York, est un scénariste américain. Il fut étudiant à l'université Tisch School of the Arts. Il a écrit les films Killing Saison, Blanche-Neige et le Chasseur, Le Chasseur et la Reine des glaces, l'adaptation cinématographique de Divergent et participé à l'écriture de l'histoire du reboot de Tomb Raider.